# Pontedera
Pontedera – miejscowość i gmina we Włoszech, w regionie Toskania, w prowincji Piza.
Według danych na rok 2004 gminę zamieszkiwało 26 012 osób, 578 os./km².

## Gospodarka
W miejscowości znajduje się główna siedziba koncernu Piaggio.